# Cantone di Saint-André-de-Cubzac
Il Cantone di Saint-André-de-Cubzac era una divisione amministrativa dell'arrondissement di Blaye.
A seguito della riforma approvata con decreto del 20 febbraio 2014, che ha avuto attuazione dopo le elezioni dipartimentali del 2015, è stato soppresso.

## Composizione
Comprende i comuni di:
- Aubie-et-Espessas
- Cubzac-les-Ponts
- Gauriaguet
- Peujard
- Saint-André-de-Cubzac
- Saint-Antoine
- Saint-Gervais
- Saint-Laurent-d'Arce
- Salignac
- Virsac